# Àlex Rovira i Celma
Àlex Rovira i Celma (Barcelona, 1. ožujka 1969.), katalonski impresarij, pisac i profesor ekonomije. Na hrvatskom mu je objavljeno djelo Dobra sreća koje je napisao u suautorstvu s Fernandom Triasom de Besom.